# 夢じゃない
「夢じゃない」（ゆめじゃない）は、日本のロックバンド・スピッツの楽曲。1997年4月23日にポリドールより通算16作目のシングルとして発売。

## 概要
1993年の4thアルバム『Crispy!』収録曲。1997年4月放送開始のテレビ朝日系ドラマ『ふたり』の主題歌に使用され脚光を浴びた為、約4年弱の歳月を経て急遽シングルカットされた。シングル化にあたり、「チェリー」を手がけたエンジニア・坂本充弘によって、打ち込みのシンセサイザーを差し替え録音した上でリミックスされた（オリジナル・バージョンのエンジニアは森山恭行）。
カップリングには、同アルバムから「君だけを」をオリジナル音源で収録。この曲は同ドラマの挿入歌としても使用された。
シングルのジャケットイラストは、星新一の小説の挿し絵などを手がける真鍋博が担当。全編ミニチュアの人形アニメで構成されたプロモーションビデオも制作された。
2013 - 2014年及び2021年現在のテレビ番組『有吉ゼミ』（日本テレビ）の中のコーナー「坂上忍、家を買う。」あるいは「みやぞん、家を買う。」の挿入歌として「運命の人」「君は太陽」「渚」と共に毎回使用された。

## 収録曲
全曲 作詞・作曲／草野正宗　編曲／笹路正徳 & スピッツ
1. 夢じゃない 〜remix〜
収録アルバム：『Crispy!』（オリジナルバージョンを収録）、『RECYCLE Greatest Hits of SPITZ』、『CYCLE HIT 1997-2005 Spitz Complete Single Collection』
2. 君だけを
収録アルバム：『Crispy!』

## 参加ミュージシャン
夢じゃない 
- 草野マサムネ - Vocals, Guitars
- 三輪テツヤ - Guitars
- 田村明浩 - Bass
- 﨑山龍男 - Drums
- 笹路正徳 - Keyboards
- 横山剛 - Programming
- 藤井理央 - Programming[3]

## カバー
夢じゃない
- 1998年にオランダの歌手ローラ・フィジィが英語詞でカバーしている。企画アルバム『DREAM YOUR DREAM / TVドラマ・ヒッツ Can You Celebrate？』収録。
- 2004年にtonee&華がセルフタイトルのアルバムでカバーしている。